# La Légende de Vox Machina
La Légende de Vox Machina est une série télévisée d'animation pour adultes américaine, produite par Critical Role Productions, Titmouse, Inc. et Amazon Studios, et diffusée sur Amazon Prime Video depuis le 28 janvier 2022.
La série est basée sur la première campagne de la web-série Critical Role, dans laquelle un groupe de comédiens de doublage professionnels jouent à Donjons et Dragons. Les acteurs et actrices — Matthew Mercer, Laura Bailey, Taliesin Jaffe, Ashley Johnson, Liam O'Brien, Marisha Ray, Sam Riegel et Travis Willingham — reprennent les rôles qu'ils tenaient dans la première campagne.
La première saison compte douze épisodes, dont dix financés via une campagne Kickstarter très réussie (ayant largement battu les records dans la catégorie Télévision et Films, avec plus de 11,3 millions de dollars récoltés).
En novembre 2019, avant même la diffusion de la première saison, la série est renouvelée par Amazon pour une deuxième saison.

## Synopsis
La série se déroule en Exandria, un monde créé par Matthew Mercer en 2012 pour sa campagne de Donjons & Dragons. La plupart de l'histoire se déroule sur le continent de Tal'Dorei, dans des endroits tels que la ville d'Emon et la cité-état de Whitestone.
La série suit les pérégrinations d'une troupe d'aventuriers hétéroclites, « Vox Machina » : au départ mercenaires peu héroïques acceptant des missions pour pouvoir rembourser leurs dettes, ils sont engagés par le souverain de Tal'Dorei pour éradiquer une entité maléfique sans nom qui sévit dans le royaume depuis des mois. Mais Vox Machina se retrouve ainsi confronté à une menace plus grande encore, touchant directement l'un des leurs : Percy, qui cherche vengeance depuis que sa famille a été massacrée par les maléfiques Lady et Lord Briarwood. Au cours de ces terribles épreuves, le groupe parviendra ainsi à forger sa propre légende.

## Distribution

### Personnages principaux
- Laura Bailey (VF : Victoria Grosbois ; VQ : Dominique Laniel) : Vex'ahlia, dite « Vex », demi-elfe, rôdeuse, sœur jumelle de Vax. Elle est accompagnée de son ours de compagnie, Trinket.
- Ashley Johnson (VF : Laëtitia Godès ; VQ : Aurélie Morgane) : Pike Trickfoot, gnome, clerc du groupe.
- Liam O'Brien (en) (VF : Donald Reignoux ; VQ : Kevin Houle) : Vax'ildan, dit « Vax », demi-elfe, roublard, frère jumeau de Vex.
- Marisha Ray (VF : Caroline Mozzone ; VQ : Elisabeth Gauthier Pelletier) : Keyleth, elfe, druidesse.
- Sam Riegel (VF : Antoine Schoumsky ; VQ : Nicholas Savard L'Herbier) : Scanlan Shorthalt, gnome, barde.
- Taliesin Jaffe (VF : Mathias Kozlowski ; VQ : Alexandre Fortin) : Percival Fredrickstein Von Musel Klossowski de Rolo III, dit « Percy », humain, combattant, survivant du massacre de sa famille à Whitestone, et qui cherche vengeance.
- Travis Willingham (VF : Xavier Fagnon ; VQ : Thiéry Dubé) : Grog Strongjaw, goliath, barbare.
- Matthew Mercer (VF : Guillaume Orsat ; VQ : Louis-Olivier Mauffette) : Lord Sylas Briarwood, gardien autoproclamé de Whitestone, la ville natale de Percy, avec son épouse Lady Delilah Briarwood.

Certains acteurs et actrices prêtent aussi leurs voix à d'autres personnages. Par exemple, Taliesin Jaffe incarne également le père de Percy, Lord de Rolo ; tandis que Matthew Mercer, incarne également Trinket (l'ours de Vex) et de nombreux autres personnages secondaires, comme il le faisait déjà en tant que  maître du donjon dans la web-série originale.

### Personnages secondaires
- Stephanie Beatriz (VQ : Jessica Léveillée-Lemay) : Lady Kima de Vord, membre du conseil de Tal'Dorei.
- Khary Payton (VF : Frantz Confiac ; VQ : Widemir Normil) : le souverain Uriel Tal'Dorei, dirigeant du royaume de Tal'Dorei.
- David Tennant : le général Krieg, membre du conseil de Tal'Dorei.
- Indira Varma (VF : Flora Brunier ; VQ : Geneviève Bastien) : Lady Allura Vysoren, membre du conseil de Tal'Dorei.
- Grey Griffin (VF : Stéphanie Lafforgue ; VQ : Julie Beauchemin) : Lady Delilah Briarwood, gardienne autoproclamée de Whitestone, la ville natale de Percy, avec son époux Lord Sylas Briarwood.
- Sunil Malhotra (VQ : Guillaume Cyr) : Shaun Gilmore, propriétaire de la boutique de magie « Gilmore's Glorious Goods », ami de Vox Machina.
- Eugene Byrd (VF : Xavier Couleau) : Jarrett Howarth, capitaine des gardes de la ville d'Emon.
- Darin De Paul (VF : Michel Vigné) : Kerrion Stonefell, capitaine de la garde des Briarwoods à Whitestone.
- Rory McCann (VF : Pierre-François Pistorio) : le duc Vedmire, homme de main des Briarwoods à Whitestone.
- Stephen Root (VF : Bernard Métraux) : le professeur Anders, ancien tuteur de Percy qui est de mèche avec les Briarwoods.
- Dominic Monaghan : Archibald Desnay, chef de la rebellion de Whitestone et ami d'enfance de Percy.
- Gina Torres (VQ : Nathalie Cavezzali) : la gardienne Yennen, figure religieuse de Whitestone qui soutient secrètement la rébellion.
- Esme Creed-Miles (VF : Anissa Bellone ; VQ : Anaïs Cadorette-Bonin) : Cassandra de Rolo, sœur de Percy, sous la garde des Briarwoods.
- Tracie Thoms : « the Everlight », déesse de la guérison et divinité protectrice de Pike.
- Kelly Hu (VQ : Catherine Hamann) : la docteure Anna Ripley, l'une des assassins de la famille de Percy.
- Tony Hale (VF : Xavier Fagnon) : Sir Gregory Fince, membre du conseil Tal'Dorei .

De même que pour la distribution principale, certains acteurs et actrices prêtent aussi leurs voix à d'autres personnages. Par exemple, Darin De Paul ou Grey Griffin incarnent - en plus des personnages listés ci-dessus - des gardes ou autres personnages mineurs.
 Source et légende : version française (VF) sur RS Doublage ; version québécoise (VQ) sur Doublage.qc.ca

## Production

### Développement
Les acteurs et actrices de Critical Role, doubleurs professionnels, ont eu très tôt l'idée d'adapter la première campagne sous format animé. Mais découragé par des réponses négatives des studios de production, la distribution décide de faire appel au financement contributif, et de s'adresser directement à leurs fans. Le 4 mars 2019, une campagne Kickstarter est lancée : l'idée initiale est de financer un court métrage d'animation de 22 minutes intitulé Critical Role: The Legend of Vox Machina Animated Special. L'histoire devait se dérouler au cours d'une portion de la première campagne jouée avant la diffusion de la web-série, alors que les 8 membres du groupe « Vox Machina » se trouvèrent seuls chacun de leur côté pendant environ six mois. En prenant en compte les coûts de production du court-métrage de 22 minutes, les frais de la campagne de financement participatif et les autres récompenses débloquées, le cast de Critical Role s'était fixé un but de 750 000 dollars à atteindre en 45 jours.
Une heure après le lancement, la campagne de financement totalise déjà plus d'un million de dollars. À la fin de la première journée, tous les objectifs sont déjà atteints et la somme totale récoltée est de 4,3 millions de dollars. Des objectifs supplémentaires sont rajoutés, transformant le projet en financement d'une série d'animation complète, dont l'histoire porterait sur les aventures de « Vox Machina » en amont de la diffusion, mais aussi sur l'arc narratif des Briarwoods (épisodes 24 à 38 de la première campagne). À la date de la clôture de la campagne de financement le 19 avril 2019, plus de 11,3 millions de dollars sont récoltés. Il s'agit d'une des campagnes de financement participatif ayant été le plus rapidement financé dans l'histoire de Kickstarter ; et, à ce jour, la campagne la plus financée dans la catégorie Télévision et Films, battant par exemple le record détenu jusque-là par Veronica Mars.
En novembre 2019, Amazon Prime Video acquiert les droits de diffusion de La Légende de Vox Machina, et commande 14 épisodes supplémentaires (2 épisodes de plus pour la saison 1, et une deuxième saison de 12 épisodes). Le lancement de la série d'animation, initialement prévu pour l'automne 2020, est repoussé en raison de la pandémie de Covid-19. La série, d'abord prévue pour le 4 février 2022, est avancée au 28 janvier 2022. Les 12 épisodes sont diffusés sur 4 semaines, à raison de 3 épisodes par semaine. Les participants du Kickstarter ont eu un accès anticipé aux 2 premiers épisodes.

### Fiche technique
Sauf indication contraire, les informations mentionnées dans cette section peuvent être confirmées par la base de données cinématographiques IMDb,  présente dans la section « Liens externes ».
- Titre original : The Legend of Vox Machina
- Titre français : La Légende de Vox Machina
- Scénario : Brandon Auman, Marc Bernardin, Ashly Burch, Kevin Burke, Mae Catt, Jennifer Muro, Sam Riegel, Eugene Son, Travis Willingham, Chris Wyatt ; scénario d'après la première campagne de Critical Role
- Direction artistique : Sung Jin Ahn, Alicia Chan, Young Heller, Stanley Von Medvey, Yu-Won Pang
- Musique : Neal Acree
- Production : Chris Prynoski, Sam Riegel, Travis Willingham, Laura Bailey, Taliesin Jaffe, Ashley Johnson, Matthew Mercer, Liam O'Brien, Marisha Ray, Ben Kalina, Shannon Barrett Prynoski (producteurs exécutifs des 12 épisodes de la saison 1).
- Société(s) de production : Critical Role Productions, Titmouse, Inc., Amazon Studios
- Société(s) de distribution : Prime Video
- Pays d'origine :  États-Unis
- Langue originale : anglais
- Genre : série d'animation, fantasy, aventure
- Durée : 22 minutes
- Classification : Public Adulte

## Épisodes

### Première saison (2022)
1. La Terreur de Tal'Dorei Partie 1 (The Terror of Tal'Dorei – Part 1)
2. La Terreur de Tal'Dorei Partie 2 (The Terror of Tal'Dorei – Part 2)
3. Le festin des royaumes (The Feast of Realms)
4. Ténèbres aux portes du château (Shadows at the Gates)
5. Le voyage du destin (Fate's Journey)
6. Un Élan de révolte (Spark of Rebellion)
7. Le duel de Scanlan (Scanbo)
8. Pouvoir de persuasion (A Silver Tongue)
9. La marée des zombies (The Tide of Bone)
10. Haute trahison (Depths of Deceit)
11. Murmures dans la ziggourat (Whispers at the Ziggurat)
12. La Noirceur de l'âme (The Darkness Within)

### Deuxième saison (2023)
1. L'Avènement du Conclave Chroma (Rise of the Chroma Conclave)
2. Les Épreuves de Vasselheim (The Trials of Vasselheim)
3. Le Tombeau englouti (The Sunken Tomb)
4. Ceux qui s'en sortent (Those Who Walk Away)
5. Le Baptême du feu (Pass Through Fire)
6. Destination Rimecleft (Into Rimecleft)
7. Le Royaume Fey (The Fey Realm)
8. L'Arbre Écho (The Echo Tree)
9. L'épreuve de fierté (Test of Pride)
10. Killbox OU Carnage (The Killbox)
11. Le ventre de la bête (Belly of the Beast)
12. Le Dévoreur d'Espoir (The Hope Devourer)

### Troisième saison (2024)
Elle est diffusée depuis le 3 octobre 2024 sur Amazon Prime Video.
1. Le prix à payer (A Deadly Bargain)
2. Les prisonniers d'Ank'Harel (Prisoners of Ank'Harel)
3. Vexations (Vexations)
4. Enfer et damnation (Hell to Pay)
5. Le désert de glace (The Frigid Wastes)
6. La tempête à venir (The Coming Storm)
7. La cape et l'épée (Cloak and Dagger)
8. Siège & silence (Siege and Silence)
9. Le trône de Thordak (Thordak's Throne)
10. Aux confins du monde (To the Ends of the World)
11. Les échos de la mort (Deadly Echoes)
12. Âmes dans les ténèbres. (Souls in Darkness)

## Diffusion et accueil

### Réception critique
L'épisode 3 de la première saison, « The Feast of Realms », est sélectionné pour concourir en compétition officielle dans la catégorie "Films de télévision" à la 46e édition du Festival international du film d'animation d'Annecy en 2022.